# Mukkudal
Mukkudal è una suddivisione dell'India, classificata come town panchayat, di 13.874 abitanti, situata nel distretto di Tirunelveli, nello stato federato del Tamil Nadu. In base al numero di abitanti la città rientra nella classe IV (da 10.000 a 19.999 persone).

## Geografia fisica
La città è situata a 08° 44' 47 N e 77° 31' 32 E.

## Società

### Evoluzione demografica
Al censimento del 2001 la popolazione di Mukkudal assommava a 13.874 persone, delle quali 6.719 maschi e 7.155 femmine. I bambini di età inferiore o uguale ai sei anni assommavano a 1.546, dei quali 802 maschi e 744 femmine. Infine, coloro che erano in grado di saper almeno leggere e scrivere erano 10.545, dei quali 5.521 maschi e 5.024 femmine.